# 下基尔纳赫
下基尔纳赫是德国巴登-符腾堡州的一个市镇。总面积13.17平方公里，总人口2735人，其中男性1468人，女性1267人（2011年12月31日），人口密度208人/平方公里。